# Ballhausplatz

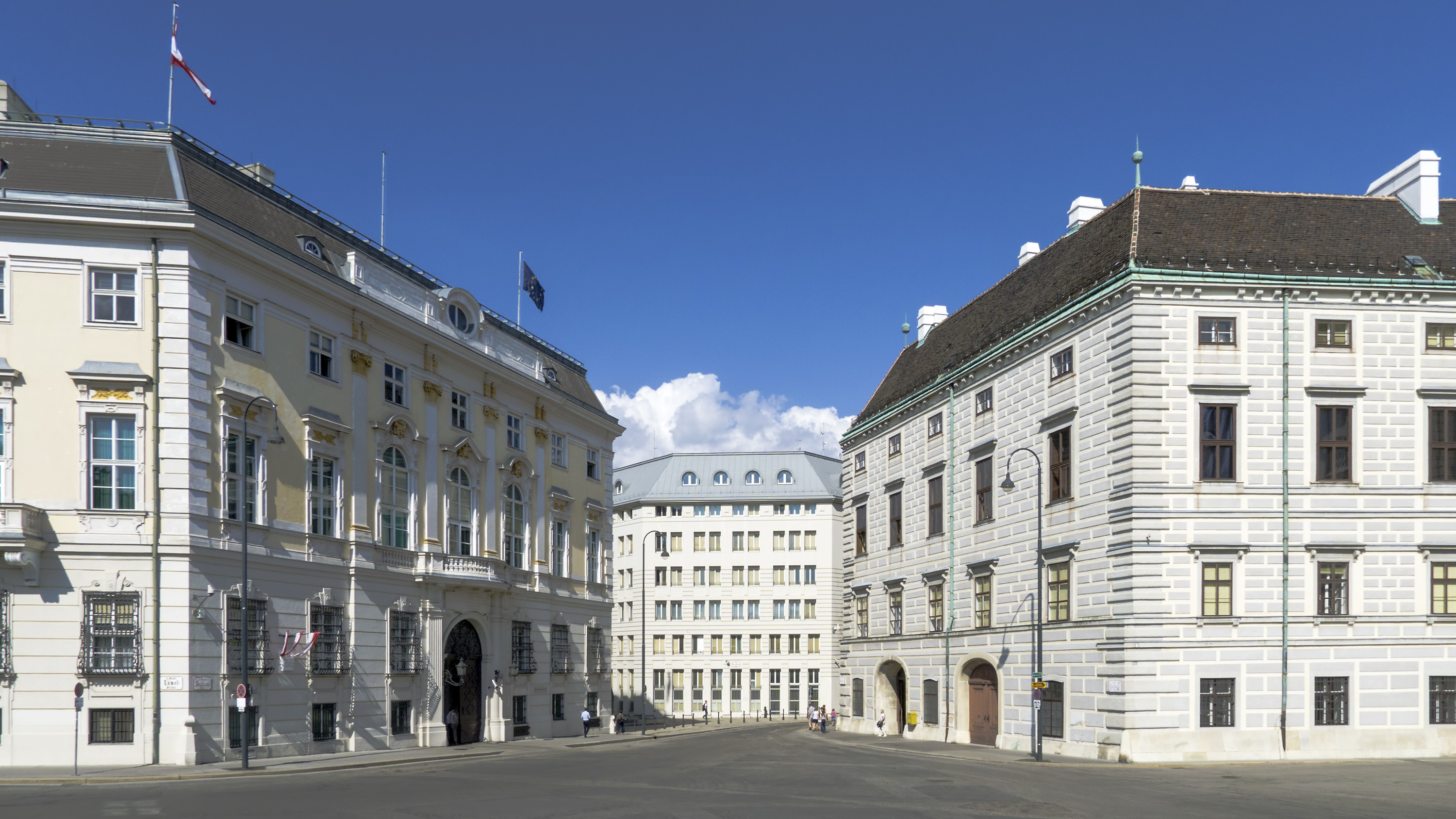
De Ballhausplatz met de bondskanselarij (links), het ministerie van Binnenlandse Zaken (midden) en de Hofburg (rechts)

De Ballhausplatz is een historisch plein in het Weense district Innere Stadt (I.) , het historische centrum van de stad. Het plein ligt tussen de Volksgarten, de bondskanselarij (Duits: Bundeskanzleramt), de Hofburg en de Heldenplatz. Tegenwoordig is de term "Balhausplatz" ook een metonymie voor de Oostenrijkse bondsregering en het ambt van bondskanselier, vergelijkbaar met de Wetstraat in België of het Binnenhof in Nederland. Eeuwenlang was de naam een aanduiding voor het ministerie van Buitenlandse Zaken, dat hier 286 jaar lang gevestigd was.

## Naam
Het plein heeft haar naam te danken aan de verschillende Ballhäuser ("balspelhuizen") die er van 1741 tot 1903 stonden. Al in 1521 had de latere keizer Ferdinand I het balspel ingevoerd in Wenen. Dit was het uit Frankrijk afkomstige jeu de paume, een voorloper van het huidige tennis en badminton, dat zeer populair was bij de aristocratie.
Vóór de balspelhuizen bevonden zich op het plein onder andere de bakkerij van het minorietenklooster, de woning van de provinciaal en een keizerlijk meierijhof.

## Huidige invulling

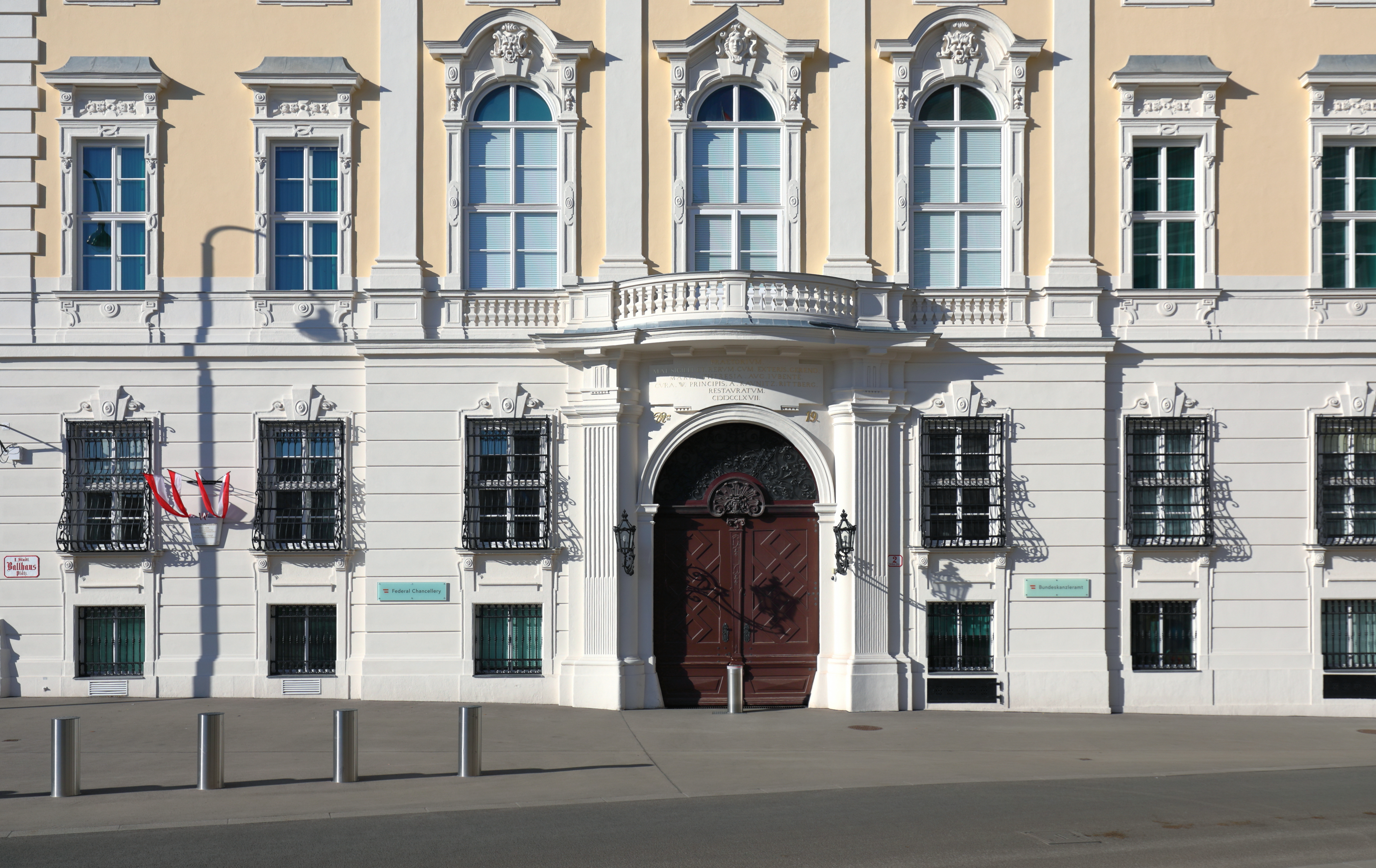
Portaal van de Bondskanselarij op Ballhausplatz 2

Tegenwoordig is de Ballhausplatz door de aanwezigheid van de bondskanselarij en de kanselarij van de bondspresident het politieke machtscentrum van Oostenrijk. Het gebouw van de bondskanselarij, een ontwerp van architect Johann Lukas von Hildebrandt, werd gebouwd tussen 1717 en 1719 als "geheime hofkanselarij" en diende tot 1918 als het Oostenrijks-Hongaars ministerie van Buitenlandse Zaken.
Omwille van zijn politieke betekenis is het plein de dag van vandaag een uitverkoren tref- en middelpunt van politieke actie, demonstraties en protesten. In 2014 werd een monument onthuld voor de slachtoffers van het militaire nazi-gerecht.